# Flèche wallonne 1959
La Flèche wallonne 1959, 23e édition de la course, a lieu le 25 avril 1959 sur un parcours de 218 km. La victoire revient au Belge Joseph Hoevenaers, qui a terminé la course en solitaire en 5 h 58 min 07 s, devant ses compatriotes Marcel Janssens et Frans Schoubben.
Sur la ligne d’arrivée à Liège, 62 des 138 coureurs au départ à Charleroi ont terminé la course.

## Classement final
| #  | Coureur           | Équipe            |    | Temps           |
| -- | ----------------- | ----------------- | -- | --------------- |
| 1  | Joseph Hoevenaers | Faema             | en | 5 h 58 min 07 s |
| 2  | Marcel Janssens   | Flandria-Dr. Mann | +  | 15 s            |
| 3  | Frans Schoubben   | Elvé-Peugeot      |    | 15 s            |
| 4  | Armand Desmet     | Groene Leeuw      |    | 15 s            |
| 5  | Gilbert Desmet    | Faema             |    | 15 s            |
| 6  | Agostino Coletto  | Carpano           |    | 18 s            |
| 7  | Frans De Mulder   | Groene Leeuw      |    | 38 s            |
| 8  | Léopold Rosseel   | Bertin            |    | 38 s            |
| 9  | Norbert Kerckhove | Faema             |    | 38 s            |
| 10 | Noël Fore         | Groene Leeuw      |    | 38 s            |